# Qaleh Dokhtar

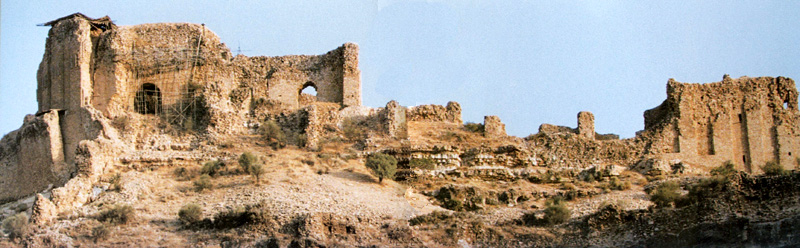
Qaleh Dokhtar

Qaleh Dokhtar (en persan : دژ دختر, le château de la jeune fille) est une forteresse sassanide située à l'entrée nord de la vallée de Tang-āb, près de Firuzabad, au sud de l'Iran. Elle est construite sous ordre d'Ardashir au début du IIIe siècle après J.-C., avant son accession au trône et la fondation de la dynastie, alors qu'il prépare sa révolte contre le dernier des rois Parthes, Artaban V. Dominant un endroit stratégique reliant la plaine de Firuzabad et le centre du Fars, elle prend la forme d'une résidence palatiale fortifiée de 71 hectares se composant de trois parties : un niveau d'accès abrité par un hall, une terrasse couverte et les appartements royaux. Du ciment noir et du plâtre utilisés comme revêtement mural lors de la restauration affectent en partie l'authenticité de l'édifice. Le site est inscrit au Patrimoine mondial dans l’ensemble formé par le paysage archéologique sassanide de la région du Fars depuis juin 2018.

## Sources
- Jean-Claude Voisin, L’architecture militaire dans l’Empire sassanide, préface de Judith Thomalsky, Ciry-le-Noble, Centre de Castellologie de Bourgogne, 2023, 472 pages, 300 ill., cartes, tabl, plans,  (ISBN 979-10-95034-31-5).
- (en) Dietrich Huff, « Qalʿa-ye Doḵ-tar », sur Encyclopædia Iranica, 2006 (consulté le 25 novembre 2018)

- ICOMOS, Évaluation des propositions d'inscription des biens culturels et mixtes rapport de l'ICOMOS pour le Comité du patrimoine mondial, 42e session ordinaire, Manama, 24-juin-4 juillet 2018, Unesco, 2018, 296 p. (lire en ligne), p. 85-97